# Polybutylenterephthalat
Polybutylenterephthalat (Kurzzeichen PBT, PTMT, früher auch PBTP) ist ein um 1941 erstmals hergestellter thermoplastischer Kunststoff. Er gehört zu den Polyestern und hat ähnliche Eigenschaften wie teilkristallines Polyethylenterephthalat (PET), ist jedoch für den Spritzguss aufgrund des günstigeren Abkühl- und Prozessverhaltens besser geeignet.
Aufgrund der teuren Ausgangsstoffe konnte er sich aber bisher nicht auf breiter Linie durchsetzen. Im Jahr 2012 lag der weltweite Verbrauch bei 830.000 t.

## Synthese
Polybutylenterephthalat entsteht durch Polykondensation des Zwischenprodukts Bis(4-hydroxybutyl)terephthalsäureester. Dieser kann durch Veresterung von 1,4-Butandiol und Terephthalsäure oder durch katalytische Umesterung von Dimethylterephthalat mit 1,4-Butandiol in Gegenwart von Umesterungskatalysatoren wie Tetraisopropyltitanat hergestellt werden.
| Reaktionsschema der PBT-Herstellung … | Reaktionsschema der PBT-Herstellung … |
| ------------------------------------- | ------------------------------------- |
|                                       | … durch Polykondensation.             |
|                                       | … durch Umesterung.                   |

Um die Molmasse zu erhöhen, kann PBT nachkondensiert werden.

## Eigenschaften
Polybutylenterephthalat wird wegen seiner hohen Festigkeit und Steifigkeit, sehr hohen Maßbeständigkeit (deutlich besser als die von POM oder PA) und guten Reibungs- und Verschleißeigenschaften geschätzt. Typische Einsatztemperaturen liegen im Bereich −50 bis 150 °C.
PBT besitzt eine gute chemische Widerstandsfähigkeit gegen viele Lösemittel. Bei Raumtemperatur kann es nicht gelöst werden, bei höheren Temperaturen beispielsweise mit Mischungen aus ortho-Dichlorbenzol und Phenol. Es ist empfindlich gegen Molekulargewichtsabbau durch Hydrolyse, kann jedoch kurzzeitig auch mit heißem Wasser in Kontakt gebracht werden und wird daher beispielsweise in Dampfbügeleisen oder Kaffeemaschinen verwendet.

## Verwendung
Polybutylenterephthalat wird für Gehäuse in der Elektrotechnik, aber auch im Fahrzeugbau als Steckverbinder und im Haushalt beispielsweise als Duschbrausekopf oder in Bügeleisen eingesetzt. Zu Fasern verarbeitet findet es Verwendung unter anderem in Zahnbürsten, bei der Ummantelung von Lichtwellenleitern und als Chemiefaser. Auch die Tastenkappen höherwertiger Tastaturen bestehen oft aus Polybutylenterephthalat. Im Vergleich zu Acrylnitril-Butadien-Styrol (ABS) ist es resistenter gegen Verschleiß.
Die Beständigkeit gegenüber heißem Wasser ist etwas besser als die von PET.
Die Verarbeitungstemperatur beim Spritzguss liegt zwischen 235 und 270 °C, die Werkzeugtemperatur bei 60 bis 110 °C.

## Handelsnamen

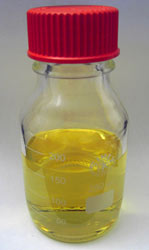
Flasche mit Verschluss aus Celanex®

- Anjacom (almaak international GmbH)
- Arnite (DSM, Envalior)
- Celanex (Celanese)
- Crastin (Celanese)
- DURANEX®PBT (Polyplastics)
- DYLOX (Hoffmann + Voss GmbH)
- Kebater (BARLOG plastics GmbH)
- Later (LATI)
- Pocan (Envalior)
- PRECITE® (AKRO)
- RIALOX (RIA-Polymers GmbH)
- Schuladur (A. Schulman)
- Ultradur (BASF)
- Valox (Sabic Innovative Plastics)
- VESTODUR (Evonik Industries AG)
- Badadur PBT (Bada AG)
- Bergadur (PolyOne Th. Bergmann GmbH)
- Longlite (Chang Chun Plastics Co Ltd)